# 危険物保安技術協会
危険物保安技術協会（きけんぶつほあんぎじゅつきょうかい、英称： Hazardous Materials Safety Techniques Association）は、消防法にもとづき設立された特別民間法人。

## 概要
本協会は、瀬戸内海重油流出事故を契機とした消防法の改正により、「市町村長等の委託に基づく屋外タンク貯蔵所に係る審査を行い、あわせて危険物又は指定可燃物の貯蔵、取扱い又は運搬（航空機、船舶、鉄道又は軌道によるものを除く。）の安全に関する試験、調査及び技術援助等を行い、もつて危険物等の貯蔵、取扱い又は運搬に関する保安の確保を図ること（消防法第16条の10）」を目的として設立された。

## 沿革
- 1974年12月 -瀬戸内海重油流出事故
- 1976年5月 - 消防法の一部を改正する法律公布
- 1976年11月 - 協会設立